# Olivier Roussat
Olivier Roussat, né le 13 octobre 1964 à Moulins (Allier), est un dirigeant d’entreprise français.
Il est président-directeur général de Bouygues Telecom entre 2013 et 2018.
Il est ensuite directeur général délégué du groupe Bouygues, président de Bouygues Telecom et de Colas. Il devient, en 2021, directeur général du groupe.

## Biographie
Olivier Roussat est diplômé de l'INSA de Lyon. Il commence sa carrière en 1988 chez IBM où il exerce différentes fonctions dans les activités de services de réseau de données, de production de service et d’avant-vente.
Dès 1995, il rejoint Bouygues Telecom pour mettre en place le cockpit de supervision du réseau et les process de la direction des opérations réseau. Il prend ensuite la direction des opérations réseau puis des activités de production de services télécoms et informatiques.
En mai 2003, Olivier Roussat est nommé directeur du réseau et devient membre du comité de direction générale de Bouygues Telecom.
En janvier 2007, il prend en charge le pôle performances et technologies. Celui-ci rassemble les structures techniques et informatiques transverses de Bouygues Telecom : réseau, systèmes d’information, développement projets Métiers, achats, moyens généraux et immobilier. Il a en outre la responsabilité du siège et du technopôle.
Nommé directeur général délégué de Bouygues Telecom en février 2007, puis directeur général en novembre 2007, il devient président-directeur général de l'entreprise en mai 2013.
Le 30 août 2016, il est nommé directeur général délégué de Bouygues.
Le 1er octobre 2019, il est nommé président du conseil d’administration de Colas SA.
Le 18 février 2021, il est nommé directeur général du groupe Bouygues.

## Distinctions
- Chevalier de la Légion d'honneur (13 juillet 2009)[6]
- Officier de la Légion d'honneur (3 juillet 2024)[7]